# Piergiorgio Debernardi
Piergiorgio Debernardi (ur. 31 marca 1940 w Feletto) – włoski duchowny katolicki, biskup Pinerolo w latach 1998-2017.
Święcenia kapłańskie otrzymał 27 czerwca 1965.
7 lipca 1998 papież Jan Paweł II mianował go ordynariuszem diecezji Pinerolo. Sakry biskupiej udzielił mu 20 września 1998 bp Luigi Bettazzi.
7 lipca 2017 przeszedł na emeryturę.